# Österreichische Querfeldein-Meisterschaften
Die Österreichischen Querfeldein-Meisterschaften sind die nationalen Titelkämpfe dieser Disziplin, die international auch Cyclocross genannt wird. Sie werden jährlich durch den Österreichischen Radsport-Verband jeweils im Jänner in verschiedenen Kategorien ausgetragen.

## Geschichte
Die Meisterschaften werden seit 1962 an wechselnden Orten ausgetragen. Seit Anfang der 2000er Jahre gibt es auch eine Staatsmeisterschaft für Frauen. Die jüngeren Altersklassen (U23, Junioren) werden aufgrund geringer Teilnehmerzahlen unregelmäßig ausgetragen, eine Meisterschaft für Frauen U23 fand bislang nicht statt. Außer den international anerkannten Kategorien (Elite, U23, Junioren) werden bei ausreichenden Teilnehmerzahlen auch Wettkämpfe in den Kategorien U17, U15 und Masters ausgetragen.

### Austragungsorte
- 1962: Hohenems[1]
- 1963–1971: unbekannt
- 1972: Böheimkirchen[2]
- 1973–1978: unbekannt
- 1979: Böheimkirchen[2]
- 1980–1994: unbekannt
- 1995: Weyer
- 1996: Traiskirchen
- 1997: Eferding
- 1998: Straßwalchen
- 1999: unbekannt
- 2000: Trofaiach
- 2001: unbekannt
- 2002: St. Pölten
- 2003: Lambach
- 2004: Leoben[3]
- 2005: Wien
- 2006: St. Pölten
- 2007: Thörl
- 2008: Rankweil
- 2009: Wien
- 2010: Prinzersdorf
- 2011: Knittelfeld
- 2012: Grafenbach
- 2013: St. Pölten
- 2014: Wien
- 2015: Laßnitzhöhe
- 2016: Pernitz
- 2017: Stadl-Paura
- 2018: St. Pölten
- 2019: Wien
- 2020: Weiz
- 2021: Pernitz
- 2022: Pernitz
- 2023: Langenzersdorf
- 2024: Maria Enzersdorf
- 2025: Maria Enzersdorf

## Sieger
Ergebnisse nach Angaben des ÖRV. Aus anderen Quellen ergänzte Angaben sind kursiv gesetzt.

### Männer

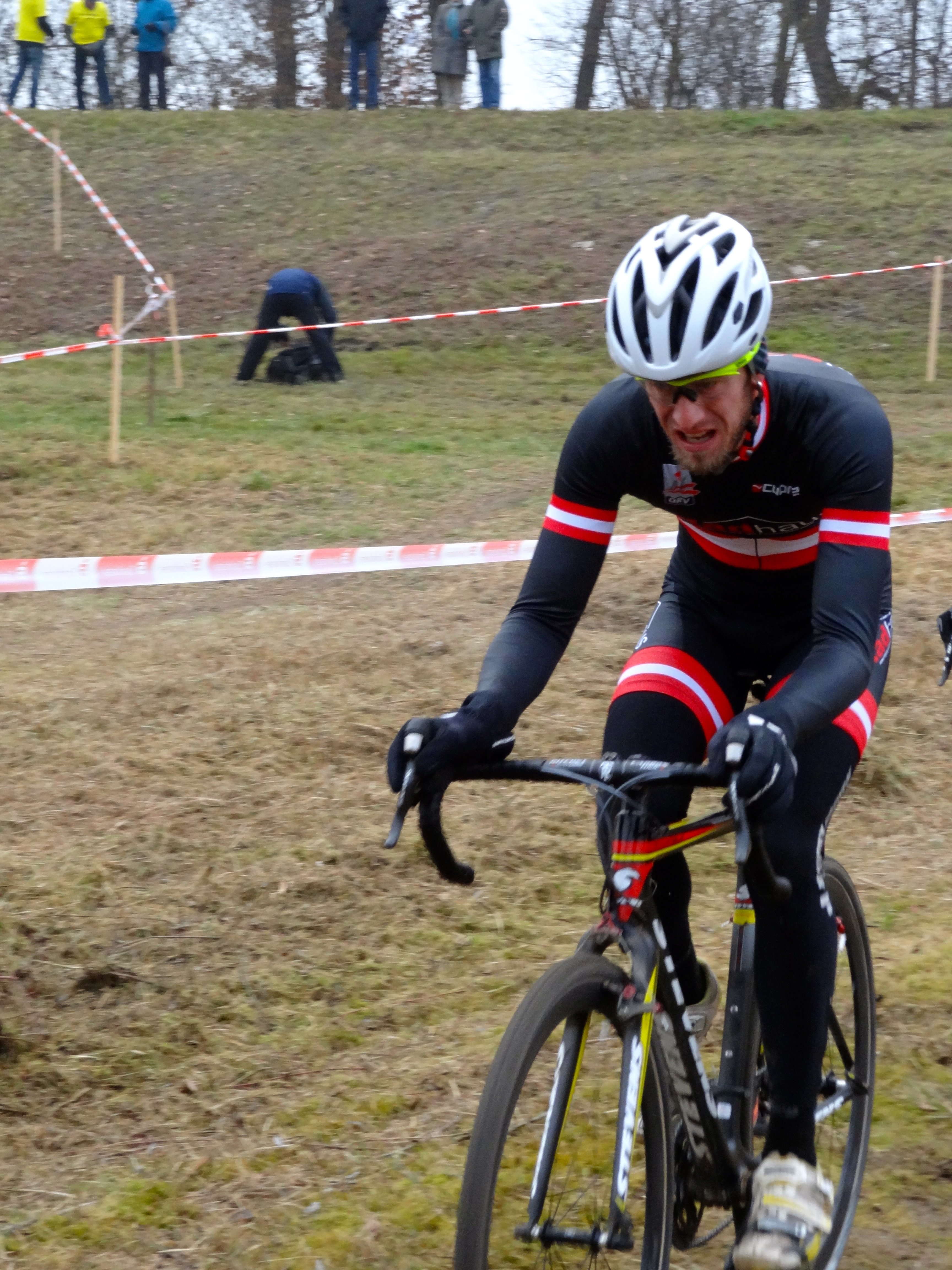
Peter Presslauer ist mit 11 Titeln Rekordsieger bei den Männern.

- 1962: Josef Coser
- 1963: Josef Coser
- 1964: Hans Praschberger
- 1965: Heiner Hofmann
- 1966: Walter Manzl
- 1967: Roman Humenberger
- 1968: Rudolf Kretz
- 1969: Ludwig Kretz
- 1970: Karl Sinzinger
- 1971: Walter Obersberger
- 1972: Karl Sinzinger
- 1973: Walter Obersberger
- 1974: Walter Obersberger
- 1975: Walter Obersberger
- 1976: Walter Obersberger
- 1977: Walter Obersberger
- 1978: Walter Obersberger
- 1979: Reinhard Waltenberger
- 1980: Reinhard Waltenberger
- 1981: Reinhard Waltenberger
- 1982: Reinhard Waltenberger
- 1983: Reinhard Waltenberger
- 1984: Hermann Mandler
- 1985: Hermann Mandler
- 1986: Reinhard Waltenberger
- 1987: Albert Hainz
- 1988: Albert Hainz
- 1989: Albert Hainz
- 1990: Hermann Mandler
- 1991: Gerhard Zauner
- 1992: Dietmar Stari
- 1993: Dietmar Stari
- 1994: Matthias Buxhofer
- 1995: Dietmar Stari
- 1996: Dietmar Stari
- 1997: Thomas Mühlbacher
- 1998: Dietmar Stari
- 1999: Johannes Müller
- 2000: Peter Presslauer
- 2001: Peter Presslauer
- 2002: Peter Presslauer
- 2003: Harald Starzengruber
- 2004: Peter Presslauer
- 2005: Peter Presslauer
- 2006: Peter Presslauer
- 2007: Peter Presslauer
- 2008: Peter Presslauer
- 2009: Peter Presslauer
- 2010: Peter Presslauer
- 2011: Peter Presslauer
- 2012: Daniel Geismayr
- 2013: Daniel Geismayr
- 2014: Daniel Geismayr
- 2015: Alexander Gehbauer
- 2016: Alexander Gehbauer
- 2017: Gregor Raggl
- 2018: Gregor Raggl
- 2019: Gregor Raggl
- 2020: Daniel Federspiel
- 2021: Daniel Federspiel
- 2022: Daniel Federspiel
- 2023: Daniel Federspiel
- 2024: Gregor Raggl
- 2025: Lukas Hatz

### Frauen

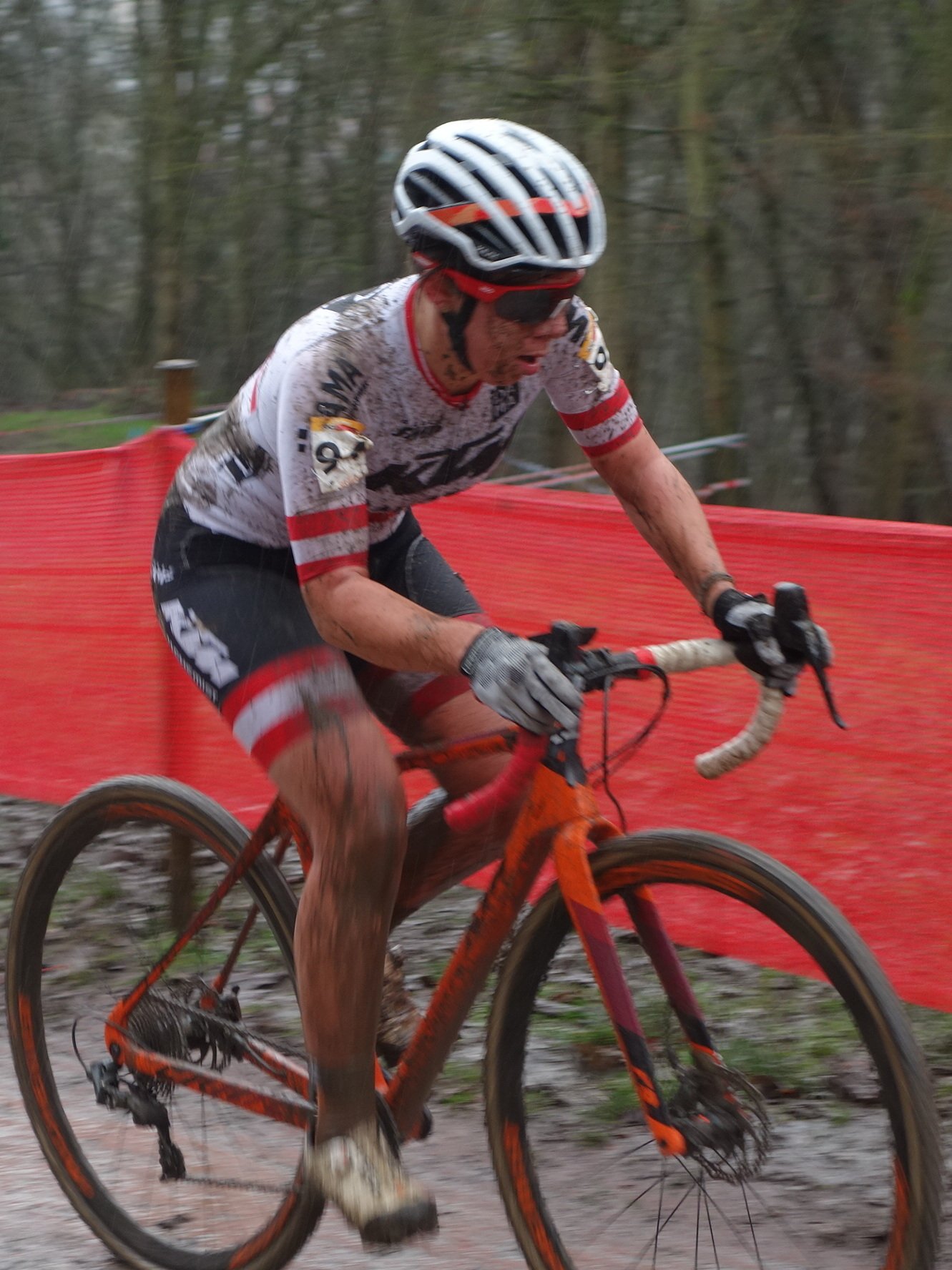
Nadja Heigl ist mit bislang zwölf Siegen Rekordhalterin bei den Frauen.

- 2001: Isabella Wieser

- 2002: Petra Schörkmayer
- 2003: Isabella Wieser
- 2004: Isabella Wieser
- 2005: Isabella Wieser
- 2006: Isabella Wieser
- 2007: Stephanie Wiedner
- 2008: Elke Riedl
- 2009: Elke Riedl
- 2010: Elke Riedl
- 2011: Elke Riedl
- 2012: Jacqueline Hahn
- 2013: Nadja Heigl
- 2014: Nadja Heigl
- 2015: Nadja Heigl
- 2016: Nadja Heigl
- 2017: Nadja Heigl
- 2018: Nadja Heigl
- 2019: Nadja Heigl
- 2020: Lisa Pasteiner
- 2021: Nadja Heigl
- 2022: Nadja Heigl
- 2023: Nadja Heigl
- 2024: Nadja Heigl
- 2025: Nadja Heigl

### Männer U23
- 2000: Peter Presslauer
- 2001: Harald Starzengruber
- 2002: Daniel Hufnagel
- 2003: Harald Starzengruber
- 2005: Martin Hämmerle
- 2006: Maximilian Renko
- 2007: Daniel Federspiel

- 2015: Christoph Mick
- 2016: Felix Ritzinger
- 2017: Felix Ritzinger
- 2018: Felix Ritzinger
- 2019: Michael Holland
- 2020: nicht ausgetragen
- 2021: nicht ausgetragen
- 2022: Lukas Hatz
- 2023: Franz-Josef Lässer
- 2024: Lukas Hatz
- 2025: Dominik Hödlmoser

### Frauen U23
- 2025: Nora Fischer[4]

### Junioren
- 1981: Roland Königshofer
- 1995: Valentin Zeller
- 1996: Patrick Kofler
- 1997: Roland Wilfing

- 1998: Harald Starzengruber
- 1999: Harald Starzengruber
- 2000: Daniel Hufnagel
- 2001: Martin Hämmerle
- 2002: Klaus Leeb
- 2003: Andreas Kreil
- 2004: Robert Gehbauer
- 2005: Robert Gehbauer
- 2006: Jürgen Holzinger
- 2007: Florian Sattlecker
- 2008: Florian Sattlecker
- 2009: Lukas Pöstlberger
- 2010: Gregor Raggl
- 2011: Lukas Zeller
- 2012: Florian Gruber
- 2013: Florian Gruber
- 2014: Moritz Zoister
- 2015: Daniel Schemmel
- 2016: Tobias Peterstorfer
- 2017: Tobias Bayer
- 2018: nicht ausgetragen
- 2019: Stefan Kovar
- 2020: Lukas Hatz
- 2021: Jakob Purtscheller
- 2022: Moritz Doppelbauer
- 2023: Dominik Hödlmoser
- 2024: Valentin Hofer
- 2025: Valentin Hofer

### Juniorinnen
- 2007: Iris Riepan

- 2020: Cornelia Holland
- 2021–2022: nicht ausgetragen
- 2023: Nora Fischer
- 2024: Sophia Knaubert
- 2025: nicht ausgetragen